# Daha
Daha (nep. दह) – gaun wikas samiti w zachodniej części Nepalu w strefie Bheri w dystrykcie Jajarkot. Według nepalskiego spisu powszechnego z 2001 roku liczył on 658 gospodarstw domowych i 3480 mieszkańców (1716 kobiet i 1764 mężczyzn).